# Отгонболд Баатархуяг
Отгонболд Баатархуяг (монг. Баатархуягийн Отгонболд; род. 20 декабря 1996) — монгольский лучник, специализирующийся в стрельбе из олимпийского лука, чемпион Азиатских игр 2022 года в личном первенстве. Участник Олимпийских игр.

## Биография
Отгонболд Баатархуяг родился 20 декабря 1996 года в Улан-Баторе. Начал заниматься спортом в 2009 году в родном городе.

## Карьера
В 2017 году Отгонболд Баатархуяг участвовал на чемпионате Азии в Дакке. В индивидуальном первенстве монгольский лучник добрался до стадии 1/8 финала. В командном турнире монгольская мужская сборная дошла до того же раунда. 
В 2018 году принял участие на Азиатских играх в Джакарте. Отгонболд Баатархуяг и в миксте, и в составе мужской сборной стал четвёртым. В личном турнире проиграл на стадии 1/16 финала.
В 2019 году Отгонболд Баатархуяг участвовал на трёх этапах Кубка мира. В Анталии он выступил в миксте и стал семнадцатым. В индивидуальном первенстве монгольский спортсмен выступил в Шанхае (выбыл в 1/32 финала) и в Анталии, где проиграл в первом раунде. На чемпионате Азии в Бангкоке Отгонболд Баатархуяг вновь стал девятым в команде, а в индивидуальном турнире проиграл на стадии 1/16 финала. На чемпионате мира в Хертогенбосе выступил неудачно, став лишь 121-м в личном первенстве и 36-м в команде.
В 2021 году Отгонболд Баатархуяг выступил на двух этапах Кубка мира. В миксте он дошёл до 1/8 финала и в Лозанне, и в Париже. В индивидуальных турнирах проиграл оба раза в первом раунде, заняв 57-е места.  На Олимпийских играх в Токио участвовал только в индивидуальном первенстве. Однако уже в первом матче плей-офф против китайского лучника Ли Цзялуня проиграл со счётом 4:6.
В октябре 2023 года он завоевал золотую медаль на Азиатскийх играх в китайском Ханчжоу.